# Strandquist (Minnesota)
Strandquist es una ciudad ubicada en el condado de Marshall en el estado estadounidense de Minnesota. En el Censo de 2010 tenía una población de 69 habitantes y una densidad poblacional de 100,91 personas por km².

## Geografía
Strandquist se encuentra ubicada en las coordenadas 48°29′22″N 96°26′52″O / 48.48944, -96.44778. Según la Oficina del Censo de los Estados Unidos, Strandquist tiene una superficie total de 0.68 km², de la cual 0.68 km² corresponden a tierra firme y (0%) 0 km² es agua.

## Demografía
Según el censo de 2010, había 69 personas residiendo en Strandquist. La densidad de población era de 100,91 hab./km². De los 69 habitantes, Strandquist estaba compuesto por el 95.65% blancos, el 0% eran afroamericanos, el 1.45% eran amerindios, el 0% eran asiáticos, el 0% eran isleños del Pacífico, el 2.9% eran de otras razas y el 0% pertenecían a dos o más razas. Del total de la población el 4.35% eran hispanos o latinos de cualquier raza.